# Torneo Clausura 2025 (Uruguay)
El Torneo Clausura 2025 es el tercer certamen del 122.º torneo de primera categoría organizado por la AUF, correspondiente al año 2025.

## Equipos participantes

### Información general
Las fechas de fundación de los equipos y el palmarés de títulos y subtítulos son elementos declarados por los propios clubes implicados. Todos los datos estadísticos corresponden únicamente a los Campeonatos Uruguayos organizados por la Asociación Uruguaya de Fútbol, no se incluyen los torneos de la FUF de 1923 y 1924 ni el Torneo del Consejo Provisorio 1926 en las temporadas contadas.
| Equipo               | Ciudad                 | Estadio de localía            | Capacidad | Fundación                | Temporadas | Temp. Consecutivas | Títulos | Subtítulos | Indumentaria | 2024 |
| -------------------- | ---------------------- | ----------------------------- | --------- | ------------------------ | ---------- | ------------------ | ------- | ---------- | ------------ | ---- |
| Boston River         | Montevideo             | Campeones Olímpicos           | 5.124     | 20 de febrero de 1939    | 10         | 10                 | 0       | 0          | Kelme        | 3°   |
| Cerro                | Montevideo             | Monumental Luis Tróccoli      | 25.000    | 1 de diciembre de 1922   | 78         | 3                  | 0       | 1          | Mgr Sport    | 13°  |
| Cerro Largo          | Melo                   | Arq. Antonio Eleuterio Ubilla | 7.000     | 19 de noviembre de 2002  | 12         | 7                  | 0       | 0          | Concreto     | 5°   |
| Danubio              | Montevideo             | Jardines del Hipódromo        | 18.000    | 1 de marzo de 1932       | 75         | 4                  | 4       | 4          | Tiffosi      | 6°   |
| Defensor Sporting    | Montevideo             | Luis Franzini                 | 16.000    | 15 de marzo de 1913      | 98         | 4                  | 4       | 10         | Kelme        | 4°   |
| Juventud             | Las Piedras            | Juventud Parque Artigas       | 6.148     | 24 de diciembre de 1935  | 14         | 1                  | 0       | 0          | Macron       |      |
| Liverpool            | Montevideo             | Belvedere                     | 7.780     | 15 de febrero de 1915    | 84         | 11                 | 1       | 1          | Mgr Sport    | 12°  |
| Miramar Misiones     | Montevideo             | Parque Palermo                | 4.072     | 25 de junio de 1980      | 27         | 2                  | 0       | 0          | Mgr Sport    | 10°  |
| Montevideo City      | Montevideo             | Centenario                    | 60.235    | 26 de diciembre de 2007  | 6          | 1                  | 0       | 0          | Puma         |      |
| Montevideo Wanderers | Montevideo             | Parque Alfredo Víctor Viera   | 10.500    | 15 de agosto de 1902     | 109        | 26                 | 3       | 8          | Umbro        | 8°   |
| Nacional             | Montevideo             | Gran Parque Central           | 34.000    | 14 de mayo de 1899       | 121        | 121                | 49      | 46         | Umbro        | 2°   |
| Peñarol              | Montevideo             | Campeón del Siglo             | 40.700    | 28 de septiembre de 1891 | 120        | 98                 | 52      | 41         | Puma         | 1°   |
| Plaza Colonia        | Colonia del Sacramento | Juan Gaspar Prandi            | 3.000     | 22 de abril de 1917      | 14         | 1                  | 0       | 0          | Mgr Sport    |      |
| Progreso             | Montevideo             | Abraham Paladino              | 3.200     | 30 de abril de 1917      | 27         | 2                  | 1       | 0          | XU           | 11°  |
| Racing               | Montevideo             | Parque Osvaldo Roberto        | 5.400     | 6 de abril de 1919       | 56         | 3                  | 0       | 0          | Macron       | 7°   |
| River Plate          | Montevideo             | Parque Federico Omar Saroldi  | 6.500     | 11 de mayo de 1932       | 77         | 22                 | 0       | 1          | Mgr Sport    | 9°   |

Nota: Los datos estadísticos acerca de temporadas disputadas, títulos y subtítulos correspondientes al Club Atlético Peñarol incluyen la trayectoria del CURCC. Para más información, véase: Decanato en el fútbol uruguayo.

### Distribución geográfica de los equipos
| Ciudad                 | Cantidad | Equipos |
| ---------------------- | -------- | --- |
| Montevideo             | 13       | Boston River, Cerro, Danubio, Defensor Sporting, Liverpool, Miramar Misiones, Montevideo City, Montevideo Wanderers, Nacional, Peñarol, Progreso, Racing, River Plate |
| Las Piedras            | 1        | Juventud |
| Colonia del Sacramento | 1        | Plaza Colonia |
| Melo                   | 1        | Cerro Largo |

## Entrenadores
Listado de entrenadores de cada uno de los equipos participantes. En el caso de los entrenadores sustitutos, entre paréntesis se aclara la fecha del debut del nuevo entrenador.
| Equipo               | Entrenador inicial | Entrenadores sustitutos |
| -------------------- | ------------------ | ----------------------- |
| Boston River         |                    |                         |
| Cerro                |                    |                         |
| Cerro Largo          |                    |                         |
| Danubio              |                    |                         |
| Defensor Sporting    |                    |                         |
| Juventud             |                    |                         |
| Liverpool            |                    |                         |
| Miramar Misiones     |                    |                         |
| Montevideo City      |                    |                         |
| Montevideo Wanderers |                    |                         |
| Nacional             |                    |                         |
| Peñarol              |                    |                         |
| Plaza Colonia        |                    |                         |
| Progreso             |                    |                         |
| Racing               |                    |                         |
| River Plate          |                    |                         |

## Desarrollo

### Tabla de posiciones
| Pos. | Equipo               | Pts. | PJ | G | E | P | GF | GC | Dif. |  |
| ---- | -------------------- | ---- | -- | - | - | - | -- | -- | ---- |  |
| 1    | Cerro Largo          | 9    | 3  | 3 | 0 | 0 | 5  | 1  | +4   |  |
| 2    | Boston River         | 7    | 3  | 2 | 1 | 0 | 7  | 2  | +5   |  |
| 3    | Liverpool            | 7    | 3  | 2 | 1 | 0 | 3  | 1  | +2   |  |
| 4    | Peñarol              | 6    | 3  | 2 | 0 | 1 | 6  | 3  | +3   |  |
| 5    | Racing               | 6    | 3  | 2 | 0 | 1 | 3  | 2  | +1   |  |
| 6    | Defensor Sporting    | 6    | 3  | 2 | 0 | 1 | 2  | 4  | −2   |  |
| 7    | Cerro                | 4    | 3  | 1 | 1 | 1 | 3  | 2  | +1   |  |
| 8    | Danubio              | 4    | 3  | 1 | 1 | 1 | 2  | 2  | 0    |  |
| 9    | Montevideo City      | 4    | 3  | 1 | 1 | 1 | 5  | 6  | −1   |  |
| 10   | Nacional             | 3    | 3  | 2 | 0 | 1 | 8  | 6  | +2   |  |
| 11   | Miramar Misiones     | 3    | 3  | 1 | 0 | 2 | 4  | 4  | 0    |  |
| 12   | Juventud             | 3    | 3  | 1 | 0 | 2 | 3  | 5  | −2   |  |
| 13   | Montevideo Wanderers | 1    | 3  | 0 | 1 | 2 | 1  | 3  | −2   |  |
| 14   | River Plate          | 1    | 3  | 0 | 1 | 2 | 0  | 3  | −3   |  |
| 15   | Plaza Colonia        | 1    | 3  | 0 | 1 | 2 | 1  | 5  | −4   |  |
| 16   | Progreso             | 0    | 3  | 0 | 0 | 3 | 3  | 7  | −4   |  |

Actualizado a los partidos jugados el 18 de agosto de 2025.
 Fuente: AUF
Criterios de clasificación: 1) puntos; 2) diferencia de goles; 3) número de goles marcados.
Notas:
1. ↑  A Nacional se le quitaron tres puntos (3) debido a incidentes ocasionados en la final del Torneo Intermedio 2025.

|  | Campeón del Torneo Clausura. |

|                   |
|                   |
| Campeón .º título |

| Pos. | Equipo               | Pts. | PJ | G  | E  | P  | GF | GC | Dif. |  |
| ---- | -------------------- | ---- | -- | -- | -- | -- | -- | -- | ---- |  |
| 1    | Nacional             | 55   | 25 | 18 | 4  | 3  | 59 | 28 | +31  |  |
| 2    | Peñarol              | 49   | 25 | 15 | 4  | 6  | 42 | 25 | +17  |  |
| 3    | Juventud             | 48   | 25 | 15 | 3  | 7  | 40 | 32 | +8   |  |
| 4    | Liverpool            | 47   | 25 | 13 | 8  | 4  | 35 | 22 | +13  |  |
| 5    | Defensor Sporting    | 44   | 25 | 13 | 5  | 7  | 31 | 26 | +5   |  |
| 6    | Racing               | 42   | 25 | 12 | 6  | 7  | 28 | 18 | +10  |  |
| 7    | Boston River         | 36   | 25 | 10 | 6  | 9  | 31 | 31 | 0    |  |
| 8    | Cerro Largo          | 33   | 25 | 8  | 9  | 8  | 27 | 28 | −1   |  |
| 9    | Plaza Colonia        | 28   | 25 | 6  | 10 | 9  | 20 | 25 | −5   |  |
| 10   | Danubio              | 26   | 25 | 5  | 11 | 9  | 25 | 30 | −5   |  |
| 11   | Cerro                | 26   | 25 | 6  | 9  | 10 | 23 | 31 | −8   |  |
| 12   | Montevideo City      | 26   | 25 | 6  | 8  | 11 | 30 | 39 | −9   |  |
| 13   | Montevideo Wanderers | 25   | 25 | 5  | 10 | 10 | 19 | 25 | −6   |  |
| 14   | Progreso             | 21   | 25 | 5  | 6  | 14 | 24 | 44 | −20  |  |
| 15   | Miramar Misiones     | 19   | 25 | 5  | 4  | 16 | 22 | 36 | −14  |  |
| 16   | River Plate          | 16   | 25 | 3  | 7  | 15 | 16 | 33 | −17  |  |

Actualizado a los partidos jugados el 17 de agosto de 2025.
 Fuente: AUF
Criterios de clasificación: 1) puntos; 2) diferencia de goles; 3) número de goles marcados.
Notas:
1. ↑  A Nacional se le quitaron tres puntos (3) debido a incidentes ocasionados en la final del Torneo Intermedio 2025.
2. ↑  A Cerro se le quitó un punto (1) debido a incidentes ocasionados en su visita a Peñarol al estadio Campeón del Siglo por la fecha 13 del Torneo Apertura.

|  | En zona de clasificación a la Final del Campeonato Uruguayo 2025 y a la Fase de grupos de la Copa Libertadores 2026. |
|  | En zona de clasificación a la Fase de grupos de la Copa Libertadores 2026.                                           |
|  | En zona de clasificación a la Fase 2 de la Copa Libertadores 2026.                                                   |
|  | En zona de clasificación a la Copa Sudamericana 2026.                                                                |

### Resultados
- Los horarios corresponden al huso horario de Uruguay: (UTC-3).

| Peñarol       | 2:1 | Progreso               | Campeón del Siglo        | 1 de agosto | 20:00 |                  | Andrés Matonte |
| Juventud      | 0:2 | Cerro Largo            | Parque Artigas           | 2 de agosto | 11:00 | Javier Burgos    |                |
| River Plate   | 0:0 | Cerro                  | Monumental Luis Tróccoli | 2 de agosto | 15:00 | Javier Feres     |                |
| Nacional      | 5:2 | Montevideo City Torque | Parque Central           | 2 de agosto | 17:30 | Mathías De Armas |                |
| Boston River  | 4:0 | Defensor Sporting      | Campeones Olímpicos      | 2 de agosto | 20:00 | Esteban Ostojich |                |
| Racing        | 1:0 | Montevideo Wanderers   | Parque Osvaldo Roberto   | 3 de agosto | 12:30 | Pablo Silveira   |                |
| Liverpool     | 0:0 | Danubio                | Belvedere                | 3 de agosto | 15:00 | Gustavo Tejera   |                |
| Plaza Colonia | 1:3 | Miramar Misiones       | Parque Juan G. Prandi    | 3 de agosto | 17:30 | Felipe Vikonis   |                |

|  |

| Montevideo City Torque | 1:1 | Boston River  | Parque Saroldi             | 8 de agosto  | 19:00 |                  | Leodán González |
| Progreso               | 1:2 | Cerro Largo   | Parque Paladino            | 9 de agosto  | 11:00 | Gustavo Tejera   |                 |
| Peñarol                | 3:0 | Nacional      | Campeón del Siglo          | 9 de agosto  | 15:00 | Javier Burgos    |                 |
| Cerro                  | 1:2 | Racing        | Monumental Luis Tróccoli   | 10 de agosto | 11:00 | Hernán Heras     |                 |
| Danubio                | 2:1 | Juventud      | María Mincheff de Lazaroff | 10 de agosto | 13:30 | Augusto Olmos    |                 |
| Montevideo Wanderers   | 0:0 | Plaza Colonia | Parque Alfredo V. Viera    | 10 de agosto | 16:00 | Leandro Lasso    |                 |
| Miramar Misiones       | 0:1 | Liverpool     | Parque Palermo             | 10 de agosto | 18:30 | Esteban Ostojich |                 |
| Defensor Sporting      | 1:0 | River Plate   | Luis Franzini              | 11 de agosto | 19:00 | Mathías De Armas |                 |

|  |

| Boston River  | 2:1 | Peñarol                | Campeones Olímpicos | 15 de agosto | 20:00 |                  | Gustavo Tejera |
| Juventud      | 2:1 | Miramar Misiones       | Parque Artigas      | 16 de agosto | 11:00 | Andrés Matonte   |                |
| Liverpool     | 2:1 | Montevideo Wanderers   | Estadio Belvedere   | 16 de agosto | 15:30 | Javier Burgos    |                |
| Nacional      | 3:1 | Progreso               | Gran Parque Central | 16 de agosto | 18:00 | Esteban Ostojich |                |
| River Plate   | 0:2 | Montevideo City Torque | Parque Saroldi      | 17 de agosto | 11:00 | Hernán Heras     |                |
| Racing        | 0:1 | Defensor Sporting      | Parque Roberto      | 17 de agosto | 15:00 | Leodán González  |                |
| Plaza Colonia | 0:2 | Cerro                  | Parque Prandi       | 17 de agosto | 17:30 | Mathías De Armas |                |
| Cerro Largo   | 1:0 | Danubio                | Estadio Ubilla      | 19 de agosto | 19:00 | Federico Arman   |                |

|  |

| Montevideo Wanderers   | : | Juventud      | Parque Viera        | 22 de agosto | 19:00 |  |  |
| Defensor Sporting      | : | Plaza Colonia | Estadio Franzini    | 23 de agosto | 15:30 |  |  |
| Nacional               | : | Boston River  | Gran Parque Central | 23 de agosto | 18:00 |  |  |
| Miramar Misiones       | : | Cerro Largo   | Parque Palermo      | 23 de agosto | 20:30 |  |  |
| Progreso               | : | Danubio       | Parque Paladino     | 24 de agosto | 10:30 |  |  |
| Cerro                  | : | Liverpool     | Estadio Troccoli    | 24 de agosto | 15:30 |  |  |
| Peñarol                | : | River Plate   | Campeón del Siglo   | 24 de agosto | 18:00 |  |  |
| Montevideo City Torque | : | Racing        | A confirmar         | 24 de agosto | 20:30 |  |  |

|  |

|  |  |  |  |  |  |  |  |
|  |  |  |  |  |  |  |  |
|  |  |  |  |  |  |  |  |
|  |  |  |  |  |  |  |  |
|  |  |  |  |  |  |  |  |
|  |  |  |  |  |  |  |  |
|  |  |  |  |  |  |  |  |
|  |  |  |  |  |  |  |  |

|  |

|  |  |  |  |  |  |  |  |
|  |  |  |  |  |  |  |  |
|  |  |  |  |  |  |  |  |
|  |  |  |  |  |  |  |  |
|  |  |  |  |  |  |  |  |
|  |  |  |  |  |  |  |  |
|  |  |  |  |  |  |  |  |
|  |  |  |  |  |  |  |  |

|  |

|  |  |  |  |  |  |  |  |
|  |  |  |  |  |  |  |  |
|  |  |  |  |  |  |  |  |
|  |  |  |  |  |  |  |  |
|  |  |  |  |  |  |  |  |
|  |  |  |  |  |  |  |  |
|  |  |  |  |  |  |  |  |
|  |  |  |  |  |  |  |  |

|  |

|  |  |  |  |  |  |  |  |
|  |  |  |  |  |  |  |  |
|  |  |  |  |  |  |  |  |
|  |  |  |  |  |  |  |  |
|  |  |  |  |  |  |  |  |
|  |  |  |  |  |  |  |  |
|  |  |  |  |  |  |  |  |
|  |  |  |  |  |  |  |  |

|  |

|  |  |  |  |  |  |  |  |
|  |  |  |  |  |  |  |  |
|  |  |  |  |  |  |  |  |
|  |  |  |  |  |  |  |  |
|  |  |  |  |  |  |  |  |
|  |  |  |  |  |  |  |  |
|  |  |  |  |  |  |  |  |
|  |  |  |  |  |  |  |  |

|  |

|  |  |  |  |  |  |  |  |
|  |  |  |  |  |  |  |  |
|  |  |  |  |  |  |  |  |
|  |  |  |  |  |  |  |  |
|  |  |  |  |  |  |  |  |
|  |  |  |  |  |  |  |  |
|  |  |  |  |  |  |  |  |
|  |  |  |  |  |  |  |  |

|  |

|  |  |  |  |  |  |  |  |
|  |  |  |  |  |  |  |  |
|  |  |  |  |  |  |  |  |
|  |  |  |  |  |  |  |  |
|  |  |  |  |  |  |  |  |
|  |  |  |  |  |  |  |  |
|  |  |  |  |  |  |  |  |
|  |  |  |  |  |  |  |  |

|  |

|  |  |  |  |  |  |  |  |
|  |  |  |  |  |  |  |  |
|  |  |  |  |  |  |  |  |
|  |  |  |  |  |  |  |  |
|  |  |  |  |  |  |  |  |
|  |  |  |  |  |  |  |  |
|  |  |  |  |  |  |  |  |
|  |  |  |  |  |  |  |  |

|  |

|  |  |  |  |  |  |  |  |
|  |  |  |  |  |  |  |  |
|  |  |  |  |  |  |  |  |
|  |  |  |  |  |  |  |  |
|  |  |  |  |  |  |  |  |
|  |  |  |  |  |  |  |  |
|  |  |  |  |  |  |  |  |
|  |  |  |  |  |  |  |  |

|  |

|  |  |  |  |  |  |  |  |
|  |  |  |  |  |  |  |  |
|  |  |  |  |  |  |  |  |
|  |  |  |  |  |  |  |  |
|  |  |  |  |  |  |  |  |
|  |  |  |  |  |  |  |  |
|  |  |  |  |  |  |  |  |
|  |  |  |  |  |  |  |  |

|  |

|  |  |  |  |  |  |  |  |
|  |  |  |  |  |  |  |  |
|  |  |  |  |  |  |  |  |
|  |  |  |  |  |  |  |  |
|  |  |  |  |  |  |  |  |
|  |  |  |  |  |  |  |  |
|  |  |  |  |  |  |  |  |
|  |  |  |  |  |  |  |  |

|  |

### Evolución de la clasificación
| Equipo \ Jornadas    | 01 | 02 | 03 | 04 | 05 | 06 | 07 | 08 | 09 | 10 | 11 | 12 | 13 | 14 | 15 |
| -------------------- | -- | -- | -- | -- | -- | -- | -- | -- | -- | -- | -- | -- | -- | -- | -- |
| Peñarol              | 4  | 1  | 4  |    |    |    |    |    |    |    |    |    |    |    |    |
| Nacional             | 10 | 14 | 10 |    |    |    |    |    |    |    |    |    |    |    |    |
| Defensor Sporting    | 16 | 8  | 6  |    |    |    |    |    |    |    |    |    |    |    |    |
| Boston River         | 1  | 4  | 2  |    |    |    |    |    |    |    |    |    |    |    |    |
| Progreso             | 11 | 15 | 16 |    |    |    |    |    |    |    |    |    |    |    |    |
| Cerro Largo          | 3  | 2  | 1  |    |    |    |    |    |    |    |    |    |    |    |    |
| Racing               | 5  | 3  | 5  |    |    |    |    |    |    |    |    |    |    |    |    |
| Liverpool            | 8  | 6  | 3  |    |    |    |    |    |    |    |    |    |    |    |    |
| Montevideo Wanderers | 12 | 10 | 13 |    |    |    |    |    |    |    |    |    |    |    |    |
| Cerro                | 6  | 9  | 7  |    |    |    |    |    |    |    |    |    |    |    |    |
| Plaza Colonia        | 13 | 12 | 15 |    |    |    |    |    |    |    |    |    |    |    |    |
| Juventud             | 14 | 16 | 12 |    |    |    |    |    |    |    |    |    |    |    |    |
| River Plate          | 9  | 11 | 14 |    |    |    |    |    |    |    |    |    |    |    |    |
| Danubio              | 7  | 5  | 8  |    |    |    |    |    |    |    |    |    |    |    |    |
| Montevideo City      | 15 | 13 | 9  |    |    |    |    |    |    |    |    |    |    |    |    |
| Miramar Misiones     | 2  | 7  | 11 |    |    |    |    |    |    |    |    |    |    |    |    |

## Estadísticas

### Goleadores
| Jugador           | Equipo   | Goles | Partidos | Prom. |
| ----------------- | -------- | ----- | -------- | ----- |
| Nicolás López     | Nacional | 3     | 3        | 1     |
| Matías Arezo      | Peñarol  | 3     | 3        | 1     |
| Maximiliano Gomez | Nacional | 2     | 3        | 0.67  |

### Asistencias
| Jugador                 | Equipo           | Asistencias | Partidos | Prom. |
| ----------------------- | ---------------- | ----------- | -------- | ----- |
| Maximiliano Gomez       | Nacional         | 2           | 1        | 2     |
| Mauricio Gómez          | Miramar Misiones | 2           | 1        | 2     |
| Adrián Colombino        | Progreso         | 1           | 1        | 1     |
| Luciano Boggio          | Nacional         | 1           | 1        | 1     |
| Juan Cruz de los Santos | Nacional         | 1           | 1        | 1     |
| Ihojan Pérez            | Cerro Largo      | 1           | 1        | 1     |
| Agustín Amado           | Boston River     | 1           | 1        | 1     |
| Diego Villalba          | Plaza Colonia    | 1           | 1        | 1     |
| Gustavo Viera           | Boston River     | 1           | 1        | 1     |
| Facundo Bonifazi        | Cerro Largo      | 1           | 1        | 1     |
| Gonzalo Montes          | Montevideo City  | 1           | 1        | 1     |
| Lucas Hernández         | Peñarol          | 1           | 1        | 1     |

## Récords
- Primer gol del Torneo Clausura:  Ayrton Cougo de  Progreso vs.  Peñarol (01 de agosto de 2025)

- Último gol del Torneo Clausura:

- Mayor número de goles marcados en un partido: 7 goles (5-2)  Nacional vs. Montevideo City (02 de agosto de 2025)
- Mayor victoria visitante:

- Mayor victoria local:  (4-0)  Boston River vs.  Defensor Sporting (02 de agosto de 2025)
- Mayor victoria visitante:

- Mayor racha de victorias consecutivas:

- Mayor racha de partidos sin perder:

- Mayor racha de partidos sin ganar:

- Mayor racha de derrotas consecutivas: